# راجا
راجا (رجا كما وردت ، في الفترة من (التاميلية : ع = حماية ؛ arasan حامي = ملك ؛ راجان (Sanksrit ، الملك)) السنسكريتية rājān- ، الاسمي rājā هي الهندوستانية مجموعة من لهجاتهم لمصطلح الملك ، أو من حاكم الإمارة كشاترايا فارنا. تشكل الإناث ، فإن كلمة "ملكة" ، وتستخدم أساسا لرجاء زوجة ، راني (Ranee ورد في بعض الأحيان) ، من السنسكريتية rājñī

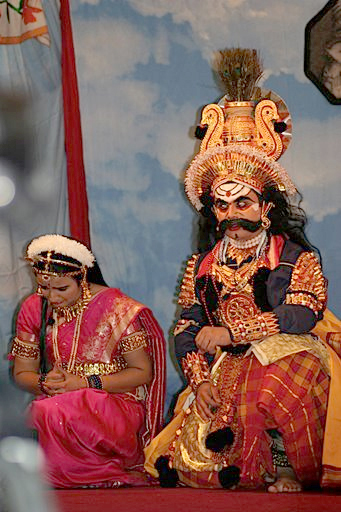
الراجا وكما هو مبين في راني ياكشاغانا مسرح الفن من ولاية كارناتاكا الهندية

.

## أسماء الراجا في اللغات الآسيوية والتي تعني حرفياًالملك أو العاهل(بالإنجليزية:King)‏

### في لغاتجنوب آسيا
- الهندية: राजा
- النيبالية: राजा
- السنهالية: රාජා
- التاميلية: ராஜா

### في لغاتجنوب شرق آسيا
- الكمبودية: រាជ
- الإندونيسية: Raja
- الماليزية: Raja
- التايلاندية: ราชา

### في لغاتآسيا الوسطى
- الكازاخية: Ража (غير رسمي)
- القيرغيزية: Ража (غير رسمي)
- الطاجيكية: Роҷа (غير رسمي)
- التركمانية: Raja/Раҗа (غير رسمي)
- الأوزبكية: Рожа (غير رسمي)